# The Championship at Laguna National
O The Championship at Laguna National, antes conhecido como Ballantine's Championship, foi um torneio masculino de golfe no circuito europeu da PGA, disputado pela primeira vez entre os dias 13 e 16 de março, no Pinx Golf Club, na ilha de Jeju, Coreia do Sul, sendo o primeiro evento do Circuito Europeu a ser realizado naquele país.
Entre 2008 e 2010, o torneio foi disputado no Pinx Golf Club e entre 2011 e 2013 ocorreu no Blackstone Golf Club. Em 2014, o evento foi transferido para o Laguna National Golf & CC, em Singapura.
O torneio foi anunciado em julho de 2007 pelo Circuito Europeu em parceria com a PGA da Coreia, marcando a continuidade da expansão do Circuito Europeu na Ásia.

## Campeões
| Ano                                 | Campeão                             | País                                | Pontuação                           | Par                                 | Margem de vitória                   | Vice-campeão(ões)                        |
| The Championship at Laguna National | The Championship at Laguna National | The Championship at Laguna National | The Championship at Laguna National | The Championship at Laguna National | The Championship at Laguna National | The Championship at Laguna National      |
| ----------------------------------- | ----------------------------------- | ----------------------------------- | ----------------------------------- | ----------------------------------- | ----------------------------------- | ---------------------------------------- |
| 2014                                | Felipe Aguilar                      | Chile                               | 266                                 | −22                                 | 1 tacada                            | Anders Hansen David Lipsky               |
| Ballantine's Championship           |                                     |                                     |                                     |                                     |                                     |                                          |
| 2013                                | Brett Rumford                       | Austrália                           | 277                                 | −11                                 | Playoff                             | Marcus Fraser Peter Whiteford            |
| 2012                                | Bernd Wiesberger                    | Áustria                             | 270                                 | −18                                 | 5 tacadas                           | Richie Ramsay                            |
| 2011                                | Lee Westwood                        | Inglaterra                          | 276                                 | −12                                 | 1 tacada                            | Miguel Ángel Jiménez                     |
| 2010                                | Marcus Fraser                       | Austrália                           | 204*                                | −12                                 | 4 tacadas                           | Gareth Maybin Brett Rumford              |
| 2009                                | Thongchai Jaidee                    | Tailândia                           | 284                                 | −4                                  | Playoff                             | Gonzalo Fernández-Castaño Kang Sung-hoon |
| 2008                                | Graeme McDowell                     | Irlanda do Norte                    | 264                                 | −24                                 | Playoff                             | Jeev Milkha Singh                        |

*Encurtado para 54 buracos por causa do mau tempo.